# Богдановка (Кременецкий район)
Богдановка (укр. Богданівка) — село в Кременецкой городской общине Кременецкого района Тернопольской области Украины.
Код КОАТУУ — 6123482302. Население по переписи 2001 года составляло 416 человек.

## Географическое положение
Село Богдановка находится на левом берегу реки Иква,
выше по течению на расстоянии в 2 км расположено село Старый Кокорев,
ниже по течению на расстоянии в 0,5 км расположено село Дунаев.

## История
- 1600 год — дата основания.

## Объекты социальной сферы
- Школа I ст.
- Клуб.
- Фельдшерско-акушерский пункт.